# Jean-Christophe Dollé
Pour les articles homonymes, voir Dollé (homonymie).
Jean-Christophe Dollé est un acteur et metteur en scène français.
Également actif dans le doublage, il est entre autres la voix française régulière d'Alex Pettyfer, Jason Schwartzman et Aaron Taylor-Johnson.

## Biographie

### Jeunesse et formation
Après une licence de philosophie, il étudie le théâtre à l'école supérieure d'art dramatique de Paris auprès de Roland Bertin, Jacques Seiler, Danièle Lebrun, Didier Sandre ou encore Françoise Seigner.

### Carrière

#### Au théâtre
Il écrit ses premiers textes pour le théâtre en 1993 (Cucurbitapepo ou la Migraine du siècle). En 2000, les éditions Pétrelles publient son premier roman : L'Oreille absolue. Il écrit en 2003 et 2007, deux pièces radiophoniques diffusées sur France Inter, Culture physique et La Voix du bonheur. Il participe par ailleurs à de nombreuses fictions radio en tant que comédien dans des réalisations de Michel Sidorof, Christine Bernard-Sugy, Jean-Mathieu Zand, Miron Merson, Étienne Vallés, Jean Couturier, Jacques Taroni et Blandine Masson.
En 2001, il fonde avec Clotilde Morgiève la compagnie FOUIC Théâtre. De 2002 à 2010, il crée Le Killer, Blue.fr et Abilifaïe Léponaix qui reçoit le prix du public ADAMI 2010 à Avignon.
Musicien autodidacte, il compose un album de chansons qui sort en 2010 : Les Poissons panés. Il écrit la même année sa première comédie musicale, Le Grand Recyclage, dans le cadre du projet transmédias La Borne du collectif « Principe actif », mené par Benoît Nguyen Tat et Stéphanie Sphyras.
En 2013, il adapte le roman de Jean Teulé Mangez-le si vous voulez qu'il met en scène avec Clotilde Morgiève, pièce 2 fois nommée aux Molières (meilleure mise en scène, meilleure création visuelle).
En 2014, il écrit Handball mis en scène par Laurent Natrella et interprété par Brigitte Guedj au festival d'Avignon puis en tournée.
À partir de 2015, la compagnie FOUIC s'installe en résidence de création à la Maison du Théâtre et de la Danse d'Épinay-sur-Seine, où elle effectue un travail sur le territoire en partenariat avec les collèges, les services sociaux et les centres sociaux de la ville, soutenue dans cette entreprise par la mairie, le Conseil départemental de la Seine-Saint-Denis et le ministère de la Ville. La même année, Jean-Christophe Dollé coécrit avec Félicien Juttner Acteur 2.0, petite forme théâtrale itinérante qu'il promène dans les quartiers de la Seine Saint-Denis, puis un peu partout en France.
En 2016, il écrit Timeline qu'il crée au sein de la compagnie FOUIC, puis Mavirtuelle, une autre petite forme itinérante qui répond à Acteur 2.0.
En 2017, il écrit pour l'évènement « Écrit d'acteur en Avignon » la pièce Enimelit, la face cachée de Timeline une expérience d'écriture sur les répétitions de Timeline. La pièce est jouée dans le cadre du festival In d'Avignon à la Maison Jean-Vilar et mise en jeu par Franck Vercruyssen du collectif TG Stan. La même année, il écrit Je vole… et le reste, je le dirai aux ombres dont la première version est créée à la MTD d'Épinay en janvier 2018, puis au festival d'Avignon.
En 2018, il s'inspire d'un fait réel pour écrire Je vole… et le reste je le dirai aux ombres, l'itinéraire intérieur et fantasmé de l'auteur de la tuerie de Nanterre en 2002.  Le spectacle sera joué au festival d'Avignon en 2018 et 2019 puis en tournée. Il achèvera son parcours en 2020 au théâtre 13. L'épidémie de covid 19 ayant mis un terme prématurée à la tournée. 
EN 2019, il compose à partir de textes existants, un spectacle sur la migration qui lui est commandé par l'ADAMI et le Festival D'Avignon. Le texte Abimés, sera jouée au festival IN d'Avignon dans les jardins de la Maison Jean Vilar en  2019.
En 2020, après une résidence d'écriture à la Chartreuse de Villeneuve Les Avignon, il aboutit l'écriture de deux nouveaux textes, Téléphone-moi et Allosaurus, même rue même cabine qui seront montés avec Clotilde Morgiève, au sein de la compagnie FOUIC, au festival d'Avignon puis en tournée. Allosaurus se joue durant la saison 2023-2024 au théâtre de poche de Bruxelles, puis au studio théâtre d'Alfortville. Tandis que Téléphone-moi se joue dans toute la France en attendant son exploitation parisienne durant la saison 2024/2025.
Artiste associé à La Maison, scène conventionnée art en territoire Nevers Agglomération, il répond également à des commandes d'écriture. C'est ainsi qu'il crée La Contre-visite, un spectacle déambulatoire créé in situ et qui emmène les spectateurs dans les recoins méconnus de la Maison.
En septembre 2023, il repart en résidence d'écriture à la Chartreuse, où il écrit Happy Apocalypse qui sera coproduit et soutenu par La Maison, Le Carré scène nationale, Les Ilets CDN de Montluçon et l'Espace Marcel Carné de Saint-Michel sur Orge.
À partir de 2024, il est artiste associé avec la compagnie FOUIC, au Carré scène Nationale de Château-Gontier.

#### En doublage
Pratiquant également le doublage, Jean-Christophe Dollé est entre autres la voix française régulière d'Alex Pettyfer, Jason Schwartzman ou d'Aaron Taylor-Johnson, ainsi que l'une des voix de Michael Pitt et Matthew Goode.

## Théâtre
- 1999 : Partenaires de David Mamet, mise en scène de la compagnie Batala
- 2002 : Le Killer, mise en scène Jean-Christophe Dollé, théâtre Clavel
- 2007 : Blue.fr, mise en scène Jean-Christophe Dollé
- 2010 : Abilifaïe Léponaix, mise en scène Jean-Christophe Dollé
- 2013 : Mangez-le si vous voulez d'après le roman de Jean Teulé
- 2014 : Acteur 2.0 / Handball
- 2015 : Timeline
- 2016 : Mavirtuelle
- 2017 : Enimelit
- 2017 : Je vole… et le reste, je le dirai aux ombres
- 2020 : Téléphone-moi
- 2020 : Allosaurus, même rue, même cabine

## Filmographie
- 2002 : Nha fala de Flora Gomes (sélectionné à la Mostra de Venise 2003)

## Doublage

### Cinéma

#### Films
- Jason Schwartzman[1] dans (8 films) :
  - J'adore Huckabees (2004) : Albert Markovski
  - Funny People (2009) : Mark Taylor Jackson
  - Moonrise Kingdom (2012) : le cousin Ben
  - Dans l'ombre de Mary (2013) : Richard M. Sherman
  - The Grand Budapest Hotel (2014) : M. Jean
  - Big Eyes (2015) : Ruben
  - The French Dispatch (2021) : Hermès Jones
  - Asteroid City (2023) : Augie Steenbeck

- Aaron Taylor-Johnson[1] dans (8 films) :
  - Savages (2012) : Ben
  - Anna Karénine (2012) : le comte Vronsky, amant d'Anna
  - Godzilla (2014) : le lieutenant Ford Brody
  - Avengers : L'Ère d'Ultron (2015) : Pietro Maximoff / Vif-Argent
  - A Million Little Pieces (2018) : James Frey
  - Bullet Train (2022) : « Mandarine »
  - The Fall Guy (2024) : Tom Ryder
  - Nosferatu (2024) : Friedrich Harding

- Alex Pettyfer[1] dans (7 films) :
  - Wild Child (2008) : Freddie
  - Numéro quatre (2011) : Numéro quatre / John Smith
  - Sortilège (2011) : Kyle Kingson
  - Time Out (2011) : Fortis
  - Magic Mike (2012) : Adam
  - Le Majordome (2013) : Thomas Westfall
  - Elvis and Nixon (2016) : Jerry Schilling (en)

- Matthew Goode dans (6 films) :
  - Donne-moi ta main (2010) : Declan
  - Imitation Game (2014) : Hugh Alexander
  - Renaissances (2015) : Albright
  - Alliés (2016) : Guy Sangster
  - Le Cercle littéraire de Guernesey (2018) : Sidney Stark
  - Medieval (2022) : le roi Sigismond de Luxembourg

- Gael García Bernal dans (6 films) :
  - No (2013) : René Saavedra
  - Neruda (2016) : Oscar Peluchonneau
  - Cuban Network (2020) : Manuel Viramontez
  - Old (2021) : Guy Cappa
  - Werewolf by Night (2022) : Jack Russell / Werewolf by Night
  - Cassandro (en) (2023) : Cassandro el Exótico

- Ben Whishaw dans (4 films) :
  - Bright Star (2009) : John Keats
  - Les Suffragettes (2015) : Sonny Watts
  - Danish Girl (2016) : Henrik
  - Le Retour de Mary Poppins (2018) : Michaël Banks

- Andrew Scott dans (4 films) :
  - 007 Spectre (2015) : Max Denbigh / C
  - Le Procès du siècle (2017) : Anthony Julius
  - 1917 (2020) : le lieutenant Leslie
  - Oslo (2021) : Terje Rød-Larsen

- Casey Affleck dans (3 films) :
  - Triple 9 (2015) : Chris Allen
  - Manchester by the Sea (2016) : Lee Chandler
  - Light of My Life (2019) : le père

- Michael Pitt dans :
  - Last Days (2005) : Blake
  - Funny Games U.S. (2007) : Paul

- Christian Friedel dans :
  - Le Ruban blanc (2009) : l'instituteur
  - La Zone d'intérêt (2023) : Rudolf Höss

- Ben Foster dans :
  - Du sang et des larmes (2013) : Matthew Axelson
  - The Program (2015) : Lance Armstrong

- Milo Ventimiglia dans : 
  - Grace de Monaco (2014) : Rupert Allan
  - Seconde chance (2018) : Trey

- 1998 : B. Monkey (Jared Harris)
- 2002 : Le Pianiste : Henryk (Ed Stoppard)
- 2002 : Apartment 5C : Uri (Ori Pfeffer)
- 2003 : It's All About Love : John (Joaquin Phoenix)
- 2005 : Le Fils du Mask : Tim Avery (Jamie Kennedy)
- 2005 : Cursed : Jimmy Hudson (Jesse Eisenberg)
- 2005 : Trois enterrements : Mike Norton (Barry Pepper)
- 2006 : Le Pacte du sang : Reid Garwin (Toby Hemingway)
- 2010 : Robin des Bois : Will Scarlet (Scott Grimes)
- 2010 : The Tourist : l'agent Mountain (Gwilym Lee)
- 2011 : Fanboys : Windows (Jay Baruchel)
- 2011 : Hop : Fred O'Hare (James Marsden)
- 2011 : La piel que habito : Zeca (Roberto Alamo) et Vincente (Jan Cornet)
- 2011 : Pirates des Caraïbes : La Fontaine de Jouvence : Philip (Sam Claflin)
- 2011 : La Dame de fer : Denis Thatcher jeune (Harry Lloyd)
- 2011 : Cheval de guerre : David Lyons (Robert Emms)
- 2011 : Anonymous : Henry Wriothesley (Xavier Samuel)
- 2012 : To Rome with Love : Michelangelo (Flavio Parenti)
- 2012 : Les Saphirs : Dave (Chris O'Dowd)
- 2012 : Les Misérables : Enjolras (Aaron Tveit)
- 2013 : Inside Llewyn Davis : Jim Berkey (Justin Timberlake)
- 2013 : Un été à Osage County : « Little » Charles Aiken (Benedict Cumberbatch)
- 2013 : Le Vieux qui ne voulait pas fêter son anniversaire : Ronny Hult (Anders Sanzén)
- 2013 : Tel père, tel fils : l'avocat ( ? )
- 2014 : Jimmy's Hall : James Gralton (Barry Ward)
- 2014 : Transcendance : Max Waters (Paul Bettany)
- 2014 : Interstellar : Doyle (Wes Bentley)
- 2014 : Wild : Greg (Kevin Rankin)
- 2014 : Jersey Boys : Bob Gaudio (Erich Bergen)
- 2014 : If You Love Me... : Richard (Patrick Brammall)
- 2014 : Magic in the Moonlight : Brice (Hamish Linklater)
- 2014 : 22 Jump Street : Zook (Wyatt Russell)
- 2014 : Night Call : ? ( ? )
- 2015 : Truth : Le Prix de la vérité : Mike Smith (Topher Grace)
- 2015 : Star Wars, épisode VII : Le Réveil de la Force : voix additionnelles
- 2016 : Rogue One: A Star Wars Story : Cassian Andor (Diego Luna)
- 2016 : Deepwater : Caleb Holloway (Dylan O'Brien)
- 2016 : Loving : Philip Hirschkop (en) (Jon Bass)
- 2016 : Batman v Superman : L'Aube de la Justice : Barry Allen / Flash (Ezra Miller) (caméo)
- 2017 : Seven Sisters : Jerry (Pål Sverre Hagen)
- 2017 : Killing Gunther : Gabe (Paul Brittain)
- 2017 : Vrais jumeaux, faux semblants : Frank (Aaron Arnold) et Ted (Austin Arnold)
- 2018 : Horse Soldiers : Vern Michaels (Thad Luckinbill)
- 2019 : Cats : Munkustrap (Robert Fairchild)
- 2019[4] : La Loi de Téhéran : Nasser Khakzad (Navid Mohammadzadeh)
- 2020 : Je t'aime, imbécile ! : Marcos (Quim Gutiérrez)
- 2023 : The Covenant : Mission en Afghanistan : le sergent Declan O'Brady (Alexander Ludwig)
- 2024 : Tue-moi si tu l'oses : Piotr (Mateusz Banasiuk)
- 2024 : Spaceman : Peter (Kunal Nayyar)
- 2024 : The Beekeeper : Mickey Garnett (David Witts (en))
- 2024 : Megalopolis : Clodio Pulcher (Shia LaBeouf)
- 2024 : Sleeping Dogs (2024) : Richard Finn (Harry Greenwood (en))

#### Films d'animation
- 2012 : Le Lorax : le Gash-Pilleur[5]
- 2014 : Clochette et la Fée pirate : James Crochet[6]
- 2015 : Les Minions : le professeur Flux[7]
- 2016 : Le Garçon et la Bête : Sōshi, le seigneur de Jūtengai
- 2021 : Princesse Dragon : Fiduval (création de voix)
- 2023 : Spider-Man : Across the Spider-Verse : la Tache[8]

### Télévision

#### Téléfilms
- 2013 : Mary et Martha : Deux mères courage : Ben (Sam Claflin)
- 2017 : Un festival pour Noël : Ryan Bellamy (Teddy Sears)
- 2021 : Lettre à la future femme de mon mari : Forrest (Michael Steger)

#### Séries télévisées
- Shawn Ashmore dans :
  - Following (2013-2015) : Mike Weston
  - Conviction (2016-2017) : Sam Spencer
  - S.W.A.T. (2018) : Liam Tanner (saison 2, épisode 9)

- Joe Armstrong dans :
  - Robin des Bois[9] (2006-2009) : Allan de Dale
  - Happy Valley (2014) : Ashley Cowgill

- Evan Peters dans : 
  - WandaVision (2021) : Ralph Bonner / Pietro Maximoff / Vif-Argent (mini-série)
  - Agatha All Along (2024) : Ralph Bonner (mini-série)

- 2005 : Les Rois maudits : Giuseppe Solieri (Guccio Baglioni) (mini-série)
- 2009 : Heroes : Jimmy Keppler (Daniel Newman)
- 2010-2011 : Nikita : Thom (Ashton Holmes)
- 2012-2013 : Smash : Michael Swift (Will Chase)
- 2013 : Bonnie and Clyde: Dead and Alive : Ted Hinton (en) (Austin Hebert) (mini-série)
- 2013-2014 : Super Fun Night : Richard Royce (Kevin Bishop)
- 2014 : Rosemary's Baby : Guy Woodhouse (Patrick J. Adams) (mini-série)
- 2014-2015 : Forever : Lucas Wahl (Joel David Moore)
- 2015 : iZombie : Sebastian Meyer (Matthew MacCaull)
- 2015-2017 : X Company : Alfred Graves (Jack Laskey)
- 2015-2018 : Humans : Leo Elster (Colin Morgan)
- 2016-2017 : Frequency : Daniel Lawrence (Daniel Bonjour)
- 2016-2017 : Madam Secretary : Mohammed « Mo » Alwash (Arian Moayed)
- 2016-2019 : The OA : Elias Rahim (Riz Ahmed)
- 2016-2021 : Legends of Tomorrow : Rip Hunter (Arthur Darvill) (35 épisodes)
- 2017-2019 : Mindhunter : l'inspecteur Greg Smith (Joe Tuttle)
- 2018 : Le Détenu : Lázaro Mendoza / Dante Pardo (Ignacio Serricchio)
- 2018-2020 : Grey's Anatomy : Station 19 : Ryan Tanner (Alberto Frezza)
- 2018-2020 : Homecoming : Craig (Alex Karpovsky) (11 épisodes)
- 2019 : Watchmen : l'officier Borquin (Jordan Salloum)
- 2020 : L'Empire Oktoberfest : Anatol Stifter (Maximilian Brückner) (mini-série)
- 2020-2022 : Control Z : Miguel Quintanilla (Rodrigo Cachero) (24 épisodes)
- 2020-2023 : Hunters : Joe Mizushima (Louis Ozawa) (18 épisodes)
- 2021 : Calls : Mark (Aaron Taylor-Johnson) (voix - saison 1, épisode 2)
- 2022 : The Offer : Robert Evans (Matthew Goode) (mini-série)
- 2022-2025 : Andor : Cassian Andor (Diego Luna)

#### Série d’animation
- 2015-2016 : Les Chroniques de Zorro : ?
- 2018 : Lego Star Wars: All Stars : Cassian Andor
- 2020 : Chien Pourri : Caniche

## Œuvres
- L'Oreille absolue, roman, aux éditions Pétrelle, 2000
- Abilifaïe Léponaix, pièce de théâtre, éditions l'Écarlate, 2011[10]
- Blue.fr, pièce de théâtre, éditions L'Écarlate, 2012
- E-génération
- Je vole… et le reste je le dirai aux ombres
- Téléphone-moi
- Allosaurus, même rue, même cabine

## Distinctions

### Nominations
- Molières 2014 : Molière du metteur en scène d'un spectacle de théâtre privé pour Mangez-le si vous voulez
- Molières 2024 : Molière de l'auteur francophone vivant pour Allosaurus [Même rue, même cabine]